# Majungaichthys simplex
Majungaichthys simplex är en fiskart som beskrevs av Werner Schwarzhans och Møller 2007. Majungaichthys simplex ingår i släktet Majungaichthys och familjen Bythitidae. Inga underarter finns listade i Catalogue of Life.